# Jorge Martínez (motociclista)
Jorge Martínez Salvadores, detto Aspar (Alzira, 29 agosto 1962), è un dirigente sportivo e pilota motociclistico spagnolo ritiratosi dall'attività agonistica.

## Carriera

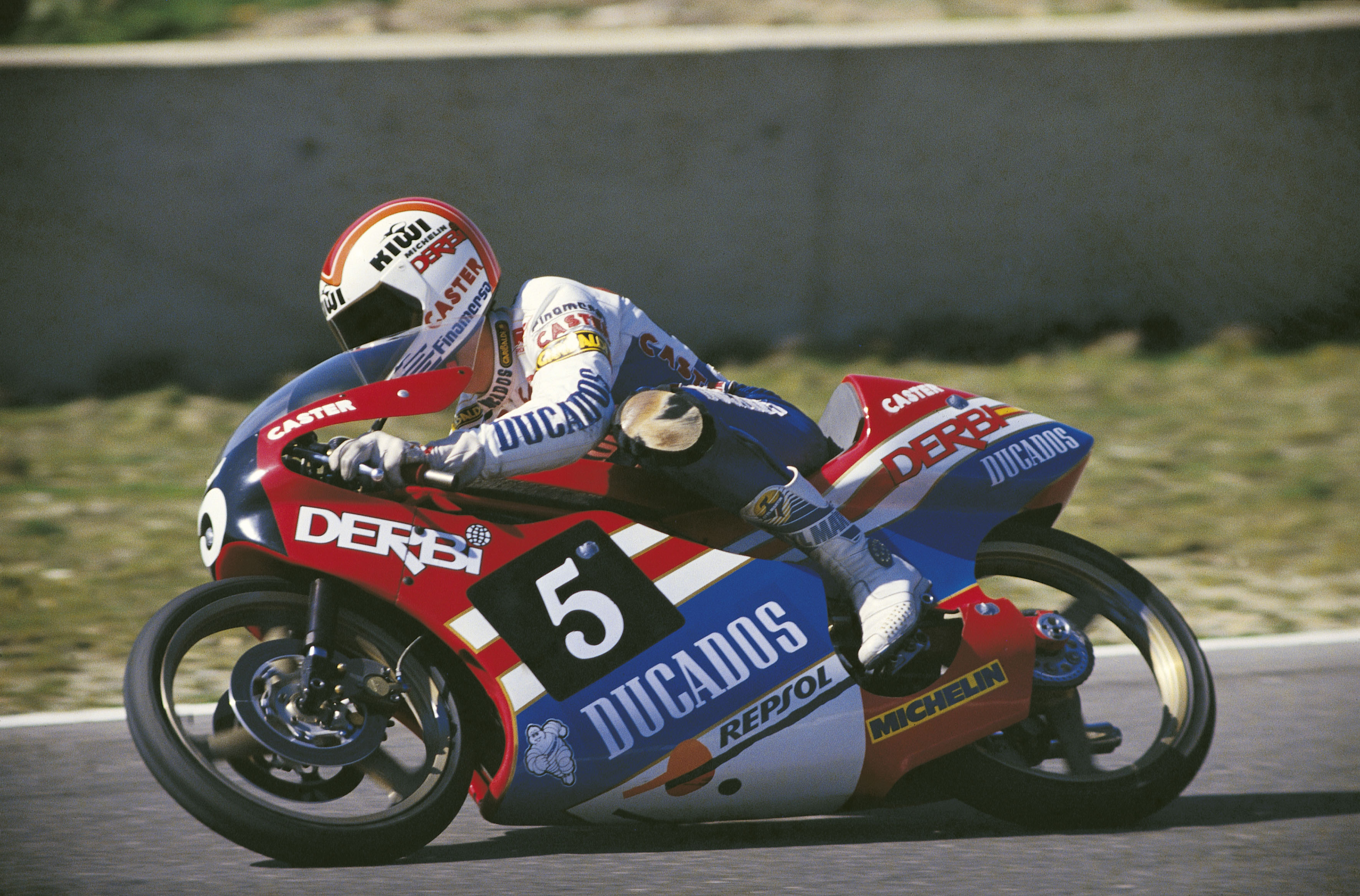
Martínez su Derbi al Gran Premio di Spagna 1988 della classe 125.

La sua carriera nel motociclismo iniziò in competizioni locali nella Comunità Valenciana, facendosi notare nel 1979, quando fu secondo nella "Copa Streaker" dietro a Sito Pons. Passò quindi alle competizioni nazionali, conquistando nel 1981 il titolo di campione spagnolo della 50 e di vicecampione della 125.
Debuttò nel motomondiale nell'edizione del 1982 in classe 50 alla guida di una Bultaco, ottenendo i suoi primi punti iridati in occasione del Gran Premio motociclistico di Spagna. L'anno successivo ottenne il suo primo piazzamento sul podio, sempre in occasione del gran premio di casa e sempre in 50, prima che la categoria venisse estromessa dal campionato mondiale.
Dal motomondiale 1984 iniziò a partecipare a stagioni complete del mondiale, gareggiando nella nuova classe 80 e ottenendo il suo primo successo in occasione del Gran Premio motociclistico d'Olanda 1984.
Specialista delle piccole cilindrate, ottenne i suoi migliori risultati in sella a motociclette di case spagnole: oltre a Bultaco, anche Derbi e JJ Cobas. Negli ultimi anni di partecipazione ha però guidato anche mezzi di Honda, Yamaha e Aprilia.
Tra il 1986 e il 1988 ha vinto 3 titoli mondiali in classe 80 e uno in classe 125, mentre durante l'arco della carriera ha vinto 22 gare nella prima classe e 15 nella seconda, divenendo anche il più giovane pilota a conquistare il titolo iridato della classe 80 nella storia del Motomondiale. A questo palmares vanno aggiunti 12 titoli nazionali nel Campeonato de España de Velocidad e un titolo nel Campionato Europeo Velocità.
Dopo essersi ritirato nel 1997, ha continuato a essere presente nel mondo delle competizioni, seguendo il suo team motociclistico, l'Aspar Racing Team, che aveva fondato già nel 1992.
Con questo team ha seguito vari piloti in varie classi, vincendo i titoli mondiali con Álvaro Bautista nel 2006, con Gábor Talmácsi nel 2007, con Julián Simón nel 2009 e con Nico Terol nel 2011; tutti ottenuti in classe 125, utilizzando moto Aprilia.

## Risultati nel motomondiale

### Classe 50
| 1982 | Classe | Moto    |    |    |    |   |     |     |    |   |    |    |    |    |   |   | Punti | Pos. |
| ---- | ------ | ------- | -- | -- | -- | - | --- | --- | -- | - | -- | -- | -- | -- | - | - | ----- | ---- |
| 1982 | 50     | Bultaco | NE | NE | NE | 6 | Rit | Rit | NE | 6 | NE | NE | NE | NE | - | - | 10    | 11º  |

| 1983 | Classe | Moto    |    |   |   |   |   |    |   |   |    |    |    |   |  |  | Punti | Pos. |
| ---- | ------ | ------- | -- | - | - | - | - | -- | - | - | -- | -- | -- | - |  |  | ----- | ---- |
| 1983 | 50     | Bultaco | NE | - | - | - | 3 | NE | - | - | NE | NE | NE | - |  |  | 10    | 13º  |

| Legenda | 1º posto        | 2º posto            | 3º posto            | A punti      | Senza punti        | Grassetto – Pole position Corsivo – Giro più veloce |
| Legenda | Gara non valida | Non qual./Non part. | Ritirato/Non class. | Squalificato | '-' Dato non disp. | Grassetto – Pole position Corsivo – Giro più veloce |

### Classe 80
| 1984 | Classe | Moto  |    |   |   |   |     |    |   |   |   |    |    |   |  |  |  | Punti | Pos. |
| ---- | ------ | ----- | -- | - | - | - | --- | -- | - | - | - | -- | -- | - |  |  |  | ----- | ---- |
| 1984 | 80     | Derbi | NE | 7 | 8 | 5 | Rit | NE | 3 | 1 | 2 | NE | NE | 2 |  |  |  | 62    | 4º   |

| 1985 | Classe | Moto  |    |   |     |   |    |   |   |    |     |    |    |   |  |  |  | Punti | Pos. |
| ---- | ------ | ----- | -- | - | --- | - | -- | - | - | -- | --- | -- | -- | - |  |  |  | ----- | ---- |
| 1985 | 80     | Derbi | NE | 1 | Rit | 1 | NE | 2 | 3 | NE | Rit | NE | NE | 1 |  |  |  | 67    | 2º   |

| 1986 | Classe | Moto  |   |   |     |   |   |   |    |    |   |    |   |     |  |  |  | Punti | Pos. |
| ---- | ------ | ----- | - | - | --- | - | - | - | -- | -- | - | -- | - | --- |  |  |  | ----- | ---- |
| 1986 | 80     | Derbi | 1 | 2 | Rit | 1 | 1 | 1 | NE | NE | 3 | NE | 2 | Rit |  |  |  | 94    | 1º   |

| 1987 | Classe | Moto  |    |   |   |   |   |   |   |    |   |    |   |     |   |    |    | Punti | Pos. |
| ---- | ------ | ----- | -- | - | - | - | - | - | - | -- | - | -- | - | --- | - | -- | -- | ----- | ---- |
| 1987 | 80     | Derbi | NE | 1 | 2 | 1 | 1 | 1 | 1 | NE | 1 | NE | 2 | Rit | 1 | NE | NE | 129   | 1º   |

| 1988 | Classe | Moto  |    |    |   |   |   |   |    |   |    |   |    |    |    |   |    | Punti | Pos. |
| ---- | ------ | ----- | -- | -- | - | - | - | - | -- | - | -- | - | -- | -- | -- | - | -- | ----- | ---- |
| 1988 | 80     | Derbi | NE | NE | 2 | 1 | 1 | 1 | NE | 1 | NE | 1 | NE | NE | NE | 1 | NE | 137   | 1º   |

| 1989 | Classe | Moto  |    |    |    |     |   |     |    |  |     |    |    |    |    |   |    | Punti | Pos. |
| ---- | ------ | ----- | -- | -- | -- | --- | - | --- | -- |  | --- | -- | -- | -- | -- | - | -- | ----- | ---- |
| 1989 | 80     | Derbi | NE | NE | NE | Rit | 1 | Rit | NE |  | Rit | NE | NE | NE | NE | 3 | NE | 35    | 8º   |

| Legenda | 1º posto        | 2º posto            | 3º posto            | A punti      | Senza punti        | Grassetto – Pole position Corsivo – Giro più veloce |
| Legenda | Gara non valida | Non qual./Non part. | Ritirato/Non class. | Squalificato | '-' Dato non disp. | Grassetto – Pole position Corsivo – Giro più veloce |

### Classe 125
| 1988 | Classe | Moto  |    |    |   |    |   |     |   |   |   |   |   |   |   |   |    | Punti | Pos. |
| ---- | ------ | ----- | -- | -- | - | -- | - | --- | - | - | - | - | - | - | - | - | -- | ----- | ---- |
| 1988 | 125    | Derbi | NE | NE | 1 | NE | 1 | Rit | 1 | 1 | 1 | 1 | 1 | 2 | 1 | 1 | NE | 197   | 1º   |

| 1989 | Classe | Moto  |     |     |    |   |     |    |    |    |   |     |   |     |   |   |    | Punti | Pos. |
| ---- | ------ | ----- | --- | --- | -- | - | --- | -- | -- | -- | - | --- | - | --- | - | - | -- | ----- | ---- |
| 1989 | 125    | Derbi | Rit | Rit | NE | 2 | Rit | 26 | NP | NE | 7 | Rit | 1 | Rit | 4 | 4 | NE | 72    | 9º   |

| 1990 | Classe | Moto     |     |    |   |   |     |   |     |   |     |   |   |    |   |     |    | Punti | Pos. |
| ---- | ------ | -------- | --- | -- | - | - | --- | - | --- | - | --- | - | - | -- | - | --- | -- | ----- | ---- |
| 1990 | 125    | JJ-Cobas | Rit | NE | 1 | 1 | Rit | 1 | Rit | 5 | Rit | 6 | 4 | 17 | 8 | Rit | 13 | 105   | 6º   |

| 1991 | Classe | Moto             |   |    |    |   |     |   |   |   |    |    |   |   |   |    |     | Punti | Pos. |
| ---- | ------ | ---------------- | - | -- | -- | - | --- | - | - | - | -- | -- | - | - | - | -- | --- | ----- | ---- |
| 1991 | 125    | JJ-Cobas e Honda | 5 | 10 | NE | 5 | Rit | 6 | 7 | 4 | 14 | 11 | 6 | 7 | 4 | NE | Rit | 99    | 6º   |

| 1992 | Classe | Moto  |     |   |   |   |   |    |     |   |     |   |   |   |   |  |  | Punti | Pos. |
| ---- | ------ | ----- | --- | - | - | - | - | -- | --- | - | --- | - | - | - | - |  |  | ----- | ---- |
| 1992 | 125    | Honda | Rit | 6 | 4 | 9 | 6 | 10 | Rit | 5 | Rit | 3 | 8 | 2 | 1 |  |  | 83    | 7º   |

| 1993 | Classe | Moto  |     |    |   |   |    |    |     |   |   |    |   |    |    |   |  | Punti | Pos. |
| ---- | ------ | ----- | --- | -- | - | - | -- | -- | --- | - | - | -- | - | -- | -- | - |  | ----- | ---- |
| 1993 | 125    | Honda | Rit | 10 | 9 | 7 | 17 | 13 | Rit | 6 | 7 | 11 | 8 | 12 | 12 | 7 |  | 74    | 8º   |

| 1994 | Classe | Moto   |     |   |   |   |    |   |   |   |   |    |   |   |   |     |  | Punti | Pos. |
| ---- | ------ | ------ | --- | - | - | - | -- | - | - | - | - | -- | - | - | - | --- |  | ----- | ---- |
| 1994 | 125    | Yamaha | Rit | 3 | 7 | 9 | 17 | 7 | 2 | 7 | 6 | 10 | 4 | 5 | 1 | Rit |  | 135   | 6º   |

| 1995 | Classe | Moto   |    |    |     |    |     |  |     |     |   |    |    |   |     |  |  | Punti | Pos. |
| ---- | ------ | ------ | -- | -- | --- | -- | --- |  | --- | --- | - | -- | -- | - | --- |  |  | ----- | ---- |
| 1995 | 125    | Yamaha | 13 | 20 | Rit | 13 | Rit |  | Rit | Rit | 8 | 18 | 11 | 8 | Rit |  |  | 27    | 18º  |

| 1996 | Classe | Moto    |     |   |   |     |    |     |   |   |   |   |   |   |   |   |   | Punti | Pos. |
| ---- | ------ | ------- | --- | - | - | --- | -- | --- | - | - | - | - | - | - | - | - | - | ----- | ---- |
| 1996 | 125    | Aprilia | Rit | 5 | 8 | Rit | 13 | Rit | 9 | 7 | 4 | 6 | 2 | 3 | 8 | 4 | 4 | 131   | 5º   |

| 1997 | Classe | Moto    |   |   |   |   |     |  |   |   |   |   |     |     |    |   |    | Punti | Pos. |
| ---- | ------ | ------- | - | - | - | - | --- |  | - | - | - | - | --- | --- | -- | - | -- | ----- | ---- |
| 1997 | 125    | Aprilia | 6 | 5 | 3 | 2 | Rit |  | 6 | 6 | 6 | 7 | Rit | Rit | 12 | 3 | 13 | 119   | 6º   |

| Legenda | 1º posto        | 2º posto            | 3º posto            | A punti      | Senza punti        | Grassetto – Pole position Corsivo – Giro più veloce |
| Legenda | Gara non valida | Non qual./Non part. | Ritirato/Non class. | Squalificato | '-' Dato non disp. | Grassetto – Pole position Corsivo – Giro più veloce |

### Classe 250
| 1990 | Classe | Moto     |     |    |     |    |     |    |    |    |     |     |     |     |    |     |    | Punti | Pos. |
| ---- | ------ | -------- | --- | -- | --- | -- | --- | -- | -- | -- | --- | --- | --- | --- | -- | --- | -- | ----- | ---- |
| 1990 | 250    | JJ Cobas | Rit | 16 | Rit | 12 | Rit | 14 | NQ | 14 | Rit | Rit | Rit | Rit | 19 | Rit | 11 | 13    | 22º  |

| 1993 | Classe | Moto  |  |  |  |  |  |  |  |  |     |  |  |  |  |  |  | Punti | Pos. |
| ---- | ------ | ----- |  |  |  |  |  |  |  |  | --- |  |  |  |  |  |  | ----- | ---- |
| 1993 | 250    | Honda |  |  |  |  |  |  |  |  | Rit |  |  |  |  |  |  | 0     |      |

| Legenda | 1º posto        | 2º posto            | 3º posto            | A punti      | Senza punti        | Grassetto – Pole position Corsivo – Giro più veloce |
| Legenda | Gara non valida | Non qual./Non part. | Ritirato/Non class. | Squalificato | '-' Dato non disp. | Grassetto – Pole position Corsivo – Giro più veloce |